# 31697 Isaiahoneal
31697 Isaiahoneal è un asteroide della fascia principale. Scoperto nel 1999, presenta un'orbita caratterizzata da un semiasse maggiore pari a 2,7884795 UA e da un'eccentricità di 0,0683312, inclinata di 4,48354° rispetto all'eclittica.